# Who's Afraid of the Art of Noise?
Albums de Art of Noise
Into Battle with the Art of Noise
(1983) Daft (Art of Noise)
(1985)
Who's Afraid of the Art of Noise? est le premier album du groupe de musique britannique the Art of Noise. Il reprend un titre paru dans le mini-album Into Battle with the Art of Noise, Moments in Love, ainsi que deux remixes de Beat Box, Diversion One et Close (To the Edit). Les autres titres sont nouveaux.

## Liste des morceaux
1. A Time for Fear (Who's Afraid) (Dudley, Jeczalik, Langan, Morley) – 4:43
2. Beat Box (Diversion One) – 8:33
3. Snapshot (Jeczalik, Langan, Morley) – 1:00
4. Close (To the Edit) – 5:41
5. Who's Afraid (of the Art of Noise?) (Dudley, Jeczalik, Morley) – 4:22
6. Moments in Love – 10:17
7. Momento – 2:14
8. How to Kill – 2:44
9. Realization (Jeczalik, Morley, Horn) – 1:41

## Auteurs et interprètes
- Anne Dudley
- J.J. Jeczalik
- Gary Langan
- Trevor Horn
- Paul Morley